# 三台满族乡
三台满族乡是中华人民共和国辽宁省大連市瓦房店市下辖的一个民族乡。

## 行政区划
三台满族乡下辖以下村级行政区划单位：
孙家村、娘娘宫村、三台村、西蓝旗村、红旗村、海岛村、青山村、东蓝旗村、夹河心村和石磊村。